# Henri de Lorraine-Harcourt
Pour les articles homonymes, voir Henri de Lorraine et Henri d'Harcourt.
Henri de Lorraine, comte d'Harcourt, d'Armagnac, de Brionne et vicomte de Marsan, dit « Cadet la Perle », né le 20 mars 1601 à Pagny-le-Château et mort le 25 juillet 1666 à l'abbaye de Royaumont, est un gentilhomme et militaire français du XVIIe siècle.

## Biographie

### Origines
Issu de la Maison de Guise, branche cadette et française de la Maison de Lorraine, il est le fils cadet de Charles Ier de Guise-Lorraine, duc d'Elbeuf, et de Marguerite de Chabot, comtesse de Charny. Son frère aîné est Charles II de Lorraine, duc d'Elbeuf. Lui-même est comte d'Harcourt, d'Armagnac, de Charny et de Brionne, vicomte de Marsan, de Pagny et de Neublans (avec son frère le duc Charles II), baron de Binans, seigneur de Gevry (Givry) et de Montaigu en partie

### Carrière militaire
Il fait ses premières armes au siège de Prague en novembre 1620 et ses compagnons s'aperçoivent qu'il a l'étoffe d'un grand capitaine et le surnomment « Cadet la Perle », parce qu'il est un cadet de la maison de Lorraine et qu'il porte une perle à l'oreille.
En France, il combat les protestants et prend part aux sièges de La Rochelle et de Saint-Jean-d'Angély. Il est fait chevalier de l’ordre du Saint-Esprit en 1633, puis grand écuyer de France en 1643 et sénéchal de Bourgogne.
Pendant la guerre de Trente Ans, il combat en 1637 à la bataille des îles de Lérins, à la bataille de Leucate, et dans le Piémont. Il bat devant Quiers une armée espagnole très supérieure en nombre. Après trois mois de siège de Turin, il s'empare de la ville. Il commande en Sardaigne après le débarquement à Oristano, il est nommé en 1645 vice-roi de Catalogne.
En 1649, il est envoyé dans les Pays-Bas, où il prend Condé, Maubeuge, le château de l'Écluse, etc.
Il sert ensuite avec beaucoup de fidélité en Guyenne, pendant la guerre civile qui désola cette province, en 1651 et 1652.
Sur la fin de ses jours, il obtient le gouvernement de l'Anjou. Pendant la Fronde, il reste fidèle à la régente, mais il finit par se brouiller avec le cardinal Mazarin, et se retire en Alsace.
Il meurt lors d'un séjour à l'abbaye de Royaumont, près de son fils.
Son physique est connu, notamment, par un portrait gravé par Antoine Masson, d'après une peinture de Nicolas Mignard.

### Distinction
- chevalier de l'ordre du Saint-Esprit
- chevalier de l'ordre de Saint-Michel

### Sépulture
Son tombeau fut sculpté une quarantaine d'années après sa mort par Antoine Coysevox, d'après des plans de Robert de Cotte, pour être installé dans une chapelle de l'abbaye de Royaumont. Ce tombeau le représente allongé et couronné par la Renommée, ou la Victoire. En 1791, à la démolition de l'église abbatiale de Royaumont, il fut installé, non loin de là, dans l'église paroissiale d'Asnières sur Oise. Enfin, en 1959, il fut réinstallé à l'abbaye de Royaumont, dans l'ancien réfectoire des moines, où il se trouve aujourd'hui. Adossé à une muraille en pierre brute, ce tombeau s'insérait à l'origine sous une draperie en stuc, ornée de croix de Lorraine et surmontée par les armoiries du défunt.
Un cénotaphe, par le sculpteur nancéien Nicolas Renard, qui se trouvait au couvent des Feuillants (Paris), a été transporté en l'église Saint-Roch à Paris.

### Mariage et descendance

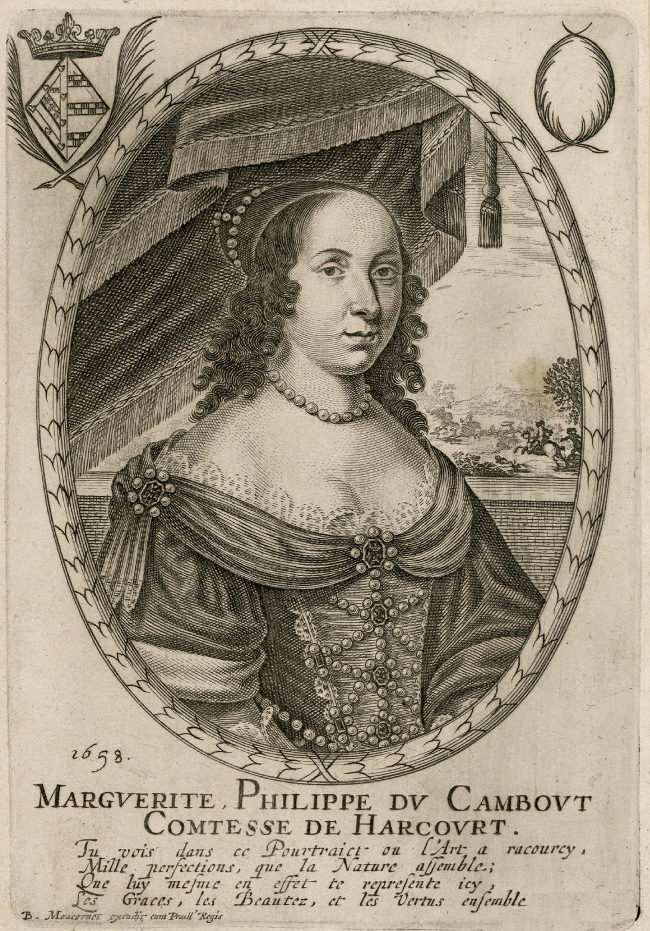
Son épouse, Marguerite-Philippe du Cambout.

En février 1639, il épouse Marguerite-Philippe du Cambout (1622 † 1674), fille de Charles du Cambout, baron de Pontchâteau, marquis de Coislin, et de Philippe de Beurges. D'où :
- Armande Henriette de Lorraine (1640-1684), abbesse à l'Abbaye Notre-Dame de Soissons ;
- Louis de Lorraine (1641-1718), comte d'Armagnac, de Charny et de Brionne, épouse Catherine de Neufville de Villeroy, fille de Nicolas, maréchal de France. Par leur fille Marie de Lorraine qui épouse Antoine II, prince de Monaco, ils sont les ancêtres du prince Albert II de Monaco ; par leur fils Henri, ils sont parmi les ancêtres des rois de Sardaigne puis d'Italie de la Maison de Savoie (cf. Charles-Albert) ;
- Philippe de Lorraine (1643-1702), abbé de Saint-Pierre à Chartres, dit le « chevalier de Lorraine », favori et mignon de Philippe duc d'Orléans, Monsieur, frère cadet du roi Louis XIV ;
- Alphonse Louis de Lorraine (1644-1689), abbé de Royaumont, dit le « chevalier d'Harcourt » ;
- Raimond Bérenger de Lorraine (1647-1686), abbé de l'abbaye Saint Faron de Meaux ;
- Charles de Lorraine, dit le comte de Marsan (1648-1708), vicomte de Marsan et seigneur de Gevry, marié en 1683 avec Marie-Françoise d'Albret (morte sans postérité en 1692), puis en 1696 avec Catherine Thérèse de Goyon de Matignon. Leur petite-fille est Louise Henriette Gabrielle de Lorraine, princesse de Turenne par son mariage[5].

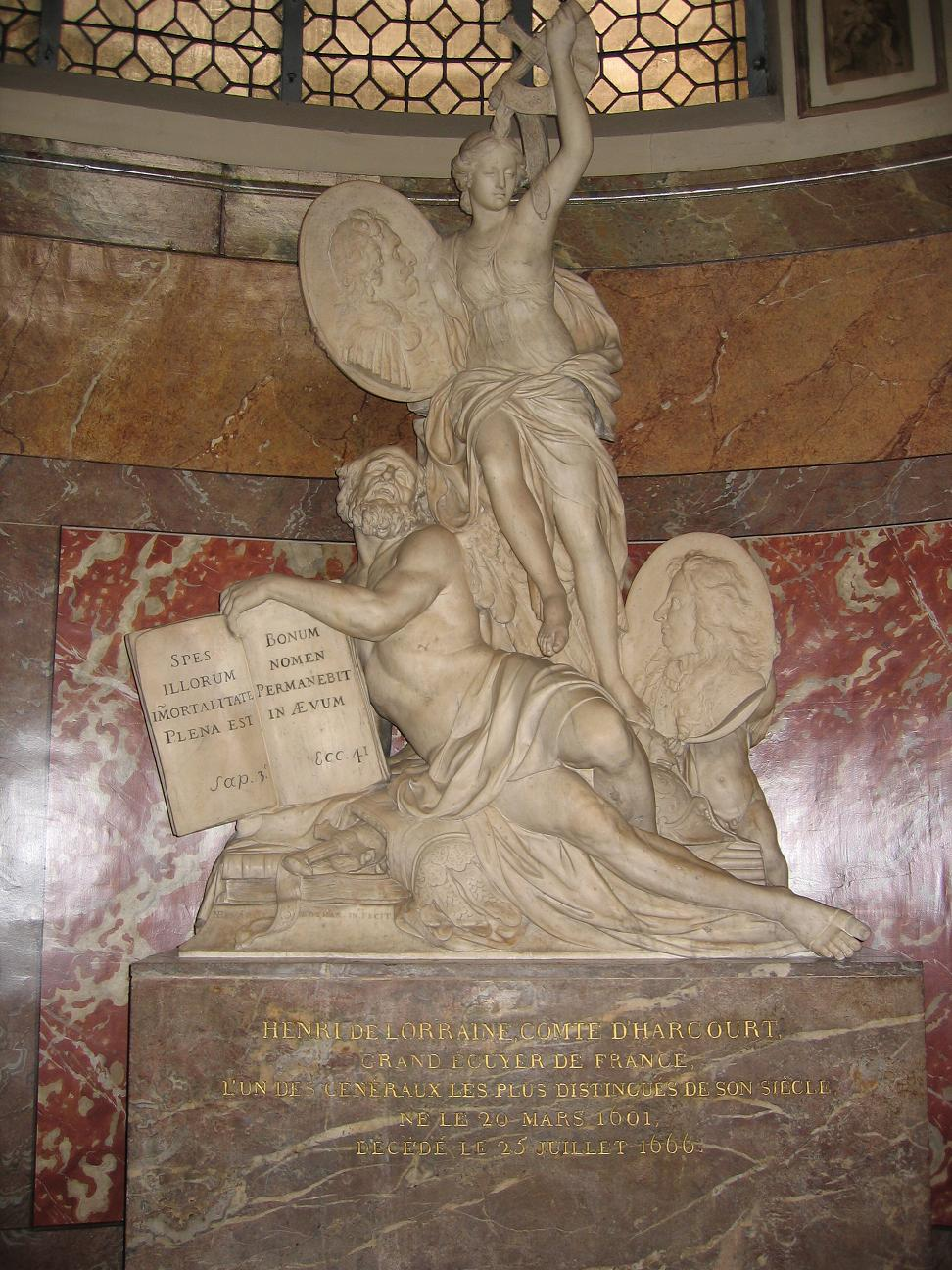
Cénotaphe d'Henri de Lorraine, comte d'Harcourt, église Saint-Roch, Paris.
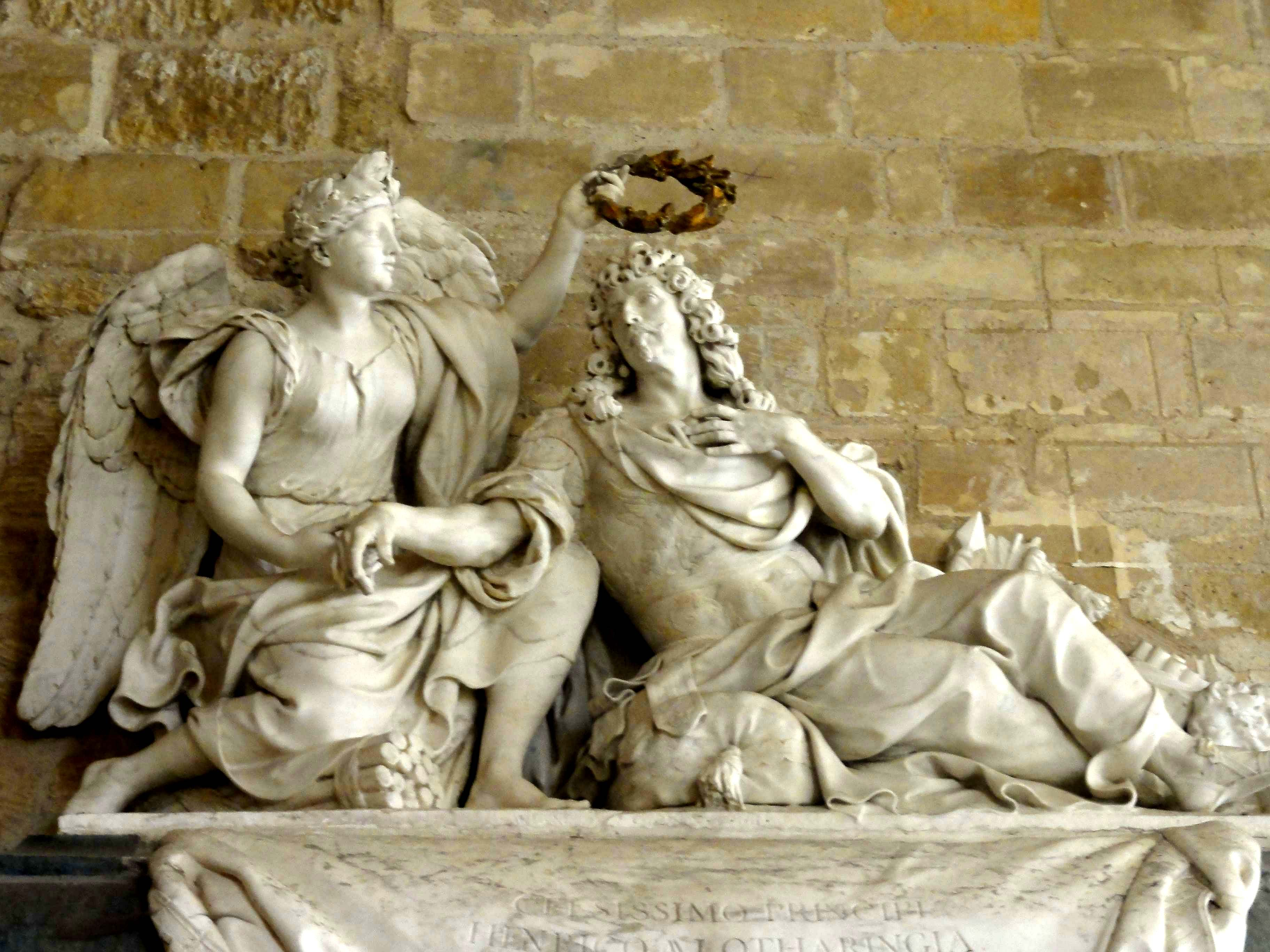
Demi-gisant, abbaye de Royaumont.